# Tom Davies
Thomas "Tom" Davies (ur. 30 czerwca 1998 w Liverpoolu) – angielski piłkarz występujący na pozycji pomocnika.